# ويزيرنيس
ويزيرنيس (بالفرنسية: Wizernes)‏ هي بلدية تقع في إقليم باد كاليه من منطقة نور با دو كاليه في شمال فرنسا. تبلغ مساحة هذه المدينة 6.16 (كم²)، وترتفع عن سطح البحر 25 م، يبلغ عدد سكانها 3400 نسمة حسب إحصاء المعهد الوطني للإحصاء والدراسات الاقتصادية سنة 2009 م. وترأس دانيال هربرت البلدية خلال فترة (2008-2014).